# Chikamin Range
Chikamin Range är ett berg i Kanada.   Det ligger i provinsen British Columbia, i den sydvästra delen av landet, 3 700 km väster om huvudstaden Ottawa. Toppen på Chikamin Range är 1 562 meter över havet.
Terrängen runt Chikamin Range är bergig västerut, men österut är den kuperad. Trakten runt Chikamin Range är nära nog obefolkad, med mindre än två invånare per kvadratkilometer.. Det finns inga samhällen i närheten.
Trakten runt Chikamin Range består i huvudsak av gräsmarker.